# 알렉사 청
알렉사 청(Alexa Chung, 1983년 11월 5일 ~ )은 영국의 모델이자 토크쇼 진행자, 패션잡지 보그 영국판의 편집자이다.